# 浜松市浜北文化センター
浜松市浜北文化センター（はままつしはまきたぶんかセンター）は、静岡県浜松市浜名区貴布祢にある文化施設である。
静岡県立浜名高等学校の校舎跡地に建設された。旧・浜北市の文化施設であったが、浜松市と合併したため浜松市文化振興財団の運営となっている。

## 概要
主にコンサートや演劇・舞踊に利用されているが、他にも会議や講習会などにも利用され、多目的ホールとしての役割も持つ。運営は（公財）浜松市文化振興財団が行っている。

## 主な施設・座席数
- 大ホール（1,208席）
- 小ホール（306席）
- 楽屋1号-7号
- 第1-第3練習室
- リハーサル室（92m2）
- 多目的室（238m2）
- 大会議室（324m2、252人）
- 第1-第7会議室
- 和室
- 文化活動室
- 託児室
- 団体連絡室

## 併設施設
- 市民ミュージアム浜北

## 周辺施設
- なゆた・浜北

## 交通アクセス
- 遠州鉄道浜北駅より徒歩8分。
- 浜松市浜北コミュニティバス北浜麁玉線（西コース）「浜北文化センター」停留所下車すぐ。（なお、この路線は水・土曜日のみ運行。また、年末年始は運休。）
- 駐車場（約350台・無料）

## その他
- 大規模な無料駐車場を持つため、好んで利用する主催者や利用者もいる。一例として、演劇鑑賞会「浜松北市民劇場」のパンフレットにも「無料駐車場あります」と赤字で大きく書かれ、駐車場が有料であるアクトシティ浜松やなゆた浜北との差別化を図っている。
- 市民ミュージアム浜北は、かつて「浜北市立図書館」があった場所で、同図書館がなゆた・浜北に移転した際に空きスペースを利用して作られた。